# Bandsalper
Bandsalper (Salpidae) är en familj av ryggsträngsdjur som beskrevs av Franstedt 1885. Enligt Catalogue of Life ingår bandsalper i ordningen Salpida, klassen salper, fylumet ryggsträngsdjur, och riket djur, men enligt Dyntaxa är tillhörigheten istället ordningen salper, understammen manteldjur, stammen ryggsträngsdjur, och riket djur. Enligt Catalogue of Life omfattar familjen Salpidae 45 arter.

## Utbredning
Bandsalper är vanliga i ekvatoriala, tempererade och kalla hav, där de kan ses på ytan, var för sig eller i långa, trådiga kolonier. De rikligaste förekomsterna av bandsalper finns i Antarktiska oceanen,

där de ibland bildar enorma svärmar, ofta på djupt vatten, och ibland ännu mer rikliga än krill.

Sedan 1910 har krillpopulationer i Antarktiska oceanen minskat medan bandsalppopulationer förefaller ha ökat. Observationer tyder på att mängden bandsalper längs staten Washingtons kust har ökat.

## Ekologi
Bandsalper har en komplicerad livscykel, med en obligatorisk generationsväxling. Båda delar av livscykeln existerar tillsammans i haven; De ser helt olika ut, men båda är mestadels genomskinliga, tubformade, geléartade djur som är normalt är en till tio cm höga. Den första delen av livscykeln, kallad oozoid, tillbringar bandsalpen ensam som ett enskilt, tunnformat djur med asexuell reproduktion genom att producera en kedja av tiotals till hundratals individer, som frigörs från föräldern i liten storlek. Kedjan av bandsalper är den andra delen av livscykeln. Hela kedjan kallas blastozooids och förblir ihopfästa medan de simmar och äter och varje individ växer i storlek. Varje blastozooid i kedjan förökar sig sexuellt (blastozooids är sekventiella hermafroditer som först mognar som honor och befruktas av manliga könsceller som produceras av äldre kedjor), med en växande embryo-oozoid fäst på väggen av förälderns kropp. De växande oozoids släpps slutligen från förälder-blastozooids och sedan fortsätter de att äta och växa som den första fasen av livscykeln; Därigenom avslutas bandsalpens livscykel.
Generationsväxlingen möjliggör en snabb generationstid, med både enskilda individer och samlade kedjor som lever och livnär sig tillsammans i havet. När mängden växtplankton är riklig, leder denna snabba reproduktion till tämligen kortlivade blomningar av bandsalper, som så småningom filtrerar bort det mesta av växtplanktonen. Blomningen slutar när tillgången på mat inte längre är nog för att upprätthålla den enorma populationen bandsalper.

## Taxonomi
Bandsalper är enda familjen i ordningen Salpida.
Kladogram enligt Catalogue of Life och Dyntaxa:
| bandsalper | \| \| Brooksia \| \| \| \| \| \| Cyclosalpa \| \| \| \| \| \| Helicosalpa \| \| \| \| \| \| Ihlea \| \| \| \| \| \| Metcalfina \| \| \| \| \| \| Pegea \| \| \| \| \| \| Ritteriella \| \| \| \| \| \| Salpa \| \| \| \| \| \| Soestia \| \| \| \| \| \| Thalia \| \| \| \| \| \| Thetys \| \| \| \| \| \| Traustedtia \| \| \| \| |
|            | \| \| Brooksia \| \| \| \| \| \| Cyclosalpa \| \| \| \| \| \| Helicosalpa \| \| \| \| \| \| Ihlea \| \| \| \| \| \| Metcalfina \| \| \| \| \| \| Pegea \| \| \| \| \| \| Ritteriella \| \| \| \| \| \| Salpa \| \| \| \| \| \| Soestia \| \| \| \| \| \| Thalia \| \| \| \| \| \| Thetys \| \| \| \| \| \| Traustedtia \| \| \| \| |
|            | Brooksia |
|            | |
|            | Cyclosalpa |
|            | |
|            | Helicosalpa |
|            | |
|            | Ihlea |
|            | |
|            | Metcalfina |
|            | |
|            | Pegea |
|            | |
|            | Ritteriella |
|            | |
|            | Salpa |
|            | |
|            | Soestia |
|            | |
|            | Thalia |
|            | |
|            | Thetys |
|            | |
|            | Traustedtia |
|            | |

## Källhänvisningar
1. 1 2 3 4 5  Roskov Y., Abucay L., Orrell T., Nicolson D., Bailly N., Kirk P.M., Bourgoin T., DeWalt R.E., Decock W., De Wever A., Nieukerken E. van, Zarucchi J., Penev L. (red.) (2019). ”Species 2000 & ITIS Catalogue of Life: 2019 Annual Checklist.”. Species 2000: Naturalis, Leiden, Nederländerna. http://www.catalogueoflife.org/annual-checklist/2019/search/all/key/salpidae/match/1. Läst 9 augusti 2020.
2. 1 2  Dyntaxa Salpidae
3. ↑  ”Now that's a jelly fish!”. Daily Mail. 22 januari 2014. http://www.dailymail.co.uk/news/article-2543194/Fisherman-plucks-bizarre-shrimp-like-creature-water-New-Zealand-thats-completely-through.html. Läst 29 juli 2014.
4. ↑  ”Dive and Discover: Scientific Expedition 10: Antarctica”. Woods Hole Oceanographic Institution. http://www.divediscover.whoi.edu/expedition10/index.html. Läst 29 juli 2014.
5. ↑  ”Odd creatures wash ashore on Washington beach”. NBC. 16 februari 2013. Arkiverad från originalet den 5 juli 2014. https://web.archive.org/web/20140705174815/http://www.nbc33tv.com/news/all-about-animals/odd-creatures-wash-ashore. Läst 29 juli 2014.